# Guarea pilosa
Guarea pilosa är en tvåhjärtbladig växtart som beskrevs av Al.Rodr.. Guarea pilosa ingår i släktet Guarea och familjen Meliaceae. Inga underarter finns listade i Catalogue of Life.